# Comuna Bilohorodka, Kiev-Sveatoșîn
Bilohorodka (în ucraineană Білогородка) este o comună în raionul Kiev-Sveatoșîn, regiunea Kiev, Ucraina, formată din satele Bilohorodka (reședința) și Șevcenkove.

## Demografie
Componența lingvistică a comunei Bilohorodka
     Ucraineană (96,84%)
     Rusă (2,78%)
     Alte limbi (0,23%)
Conform recensământului din 2001, majoritatea populației comunei Bilohorodka era vorbitoare de ucraineană (96,84%), existând în minoritate și vorbitori de rusă (2,78%).